# Natalia Sokolova (biathlon)
Pour les articles homonymes, voir Natalia Sokolova et Sokolova.
Natalia Lvovna Sokolova (en russe : Наталья Львовна Соколова), née le 23 octobre 1973 à Tcheliabinsk, est une biathlète russe et biélorusse.

## Biographie
Natalya Sokolova commence le biathlon au niveau international pour la Russie en 1996 et en Coupe du monde en 1997.
En 2004, elle commence à représenter un nouveau pays : la Biélorussie.
Durant la saison 2006-2007, elle obtient le premier et seul podium de sa carrière en Coupe du monde en terminant troisième de la poursuite de Pokljuka. Elle obtient son meilleur classement général à l'issue de l'hiver avec le 18e rang.
Elle fait son retour dans l'équipe russe lors de la saison 2007-2008.
Elle prend sa retraite sportive en 2010.

## Palmarès

### Championnats du monde
| Épreuve / Édition                | Individuel                       | Sprint                           | Poursuite                        | Départ en masse                  | Relais                           | Relais mixte |
| Mondiaux 2006 Pokljuka           | Épreuve inexistante à cette date | Épreuve inexistante à cette date | Épreuve inexistante à cette date | Épreuve inexistante à cette date | Épreuve inexistante à cette date | 24e          |
| Mondiaux 2007 Antholz-Anterselva | 34e                              | 35e                              | 41e                              | -                                | 5e                               | -            |

Légende :

 : épreuve inexistante

- : n'a pas participé à l'épreuve

### Coupe du monde
- Meilleur classement général : 18e en 2007.
- 1 podium individuel : 1 troisième place.

#### Différents classements en Coupe du monde
| Année     | Classement général final | Sprint | Poursuite | Individuel | Mass start |
| 1998-1999 | 58e                      | 51e    | -         | -          | -          |
| 1999-2000 | 67e                      | -      | 49e       | -          | -          |
| 2003-2004 | 69e                      | 61e    | 62e       | -          | -          |
| 2005-2006 | 32e                      | 31e    | 24e       | 58e        | 29e        |
| 2006-2007 | 18e                      | 20e    | 17e       | -          | 12e        |
| 2008-2009 | 70e                      | 71e    | 55e       | -          | -          |
| 2009-2010 | 80e                      | 68e    | -         | -          | -          |

### Championnats d'Europe
- Médaille d'or de la poursuite en 2006 et du relais en 2004.
- Médaille d'argent du relais en 2001.

### Championnats du monde de biathlon d'été
- Médaille d'or du sprint en 2000, 2001, 2005, 2006 et 2007.
- Médaille d'or de la poursuite en 1999, 2000, 2005 et 2009.
- Médaille d'or du relais en 1999, 2001 et 2005.
- Médaille d'or de la mass start en 2005 et 2007.
- Médaille d'argent de la poursuite en 2001 et 2006.
- Médaille d'argent du relais en 2000.

### IBU Cup
- Gagnante du classement général en 2009.
- 12 podiums, dont 5 victoires.